# Provinciale weg 342
De provinciale weg 342 (N342) is een provinciale weg in Nederland, van Hengelo via Oldenzaal, Denekamp en Noord Deurningen naar de Duitse grens bij Nordhorn. Daarnaast is de aansluiting van de N342 op de A1 ook als N342 genummerd.
De weg is tweestrooks-gebiedsontsluitingsweg en er is een maximale snelheid van 80 km/h van kracht. Daarnaast geldt er over de gehele lengte een inhaalverbod. Voor Nederlandse begrippen kent de weg forse hoogteverschillen.

## Geschiedenis
Het verloop van het wegnummer N342 is in de loop der jaren nogal eens veranderd. Oorspronkelijk was de huidige N342 onderdeel van de Rijksweg 44, die van De Hoven bij Deventer via Holten, Goor en Hengelo naar de grens bij Nordhorn verliep. Tot de opening van de A1 was deze weg grotendeels als N1 genummerd, echter verliep deze weg naar de grensovergang nabij De Poppe. In 1968 wijzigde het nummer van de weg in 344, midden jaren '80 wijzigde Rijkswaterstaat het nummer opnieuw in 844.
De N342 verliep van Enschede via Oldenzaal en verder over het huidige traject naar Duitsland via Denekamp. Toen Rijksweg 844 in 1993 werd overgedragen aan de provincie Overijssel werd de route verlegd, en startte deze voortaan in Hengelo. De weg van Enschede naar Oldenzaal werd de N733. Het verleden van de N342 als onderdeel van Rijksweg 844 blijkt nog uit de hoge waarden van de kilometrage, die naadloos aansluit op de kilometrage van de N346.
Op 16 mei 2004 is de rondweg rond Denekamp voor verkeer opengesteld, waardoor het verkeer niet meer door de dorpskern geleid wordt. De voormalige route door het dorp is verbouwd om sluipverkeer tegen te gaan. Zo zijn er 30 kilometer-zones aangelegd, en is in het centrum een stadserf gecreëerd.
Oorspronkelijk was de N342 onderdeel van de E233 (tot 1986 E72), die van Oldenzaal naar Bremen verliep. Begin jaren 90 is de route van de E233 verlegd. De E233 begint sindsdien bij knooppunt Hoogeveen en verloopt over de A37 en B402 naar Haselünne, waar ingehaakt wordt op het oude traject via de B213 naar Bremen.

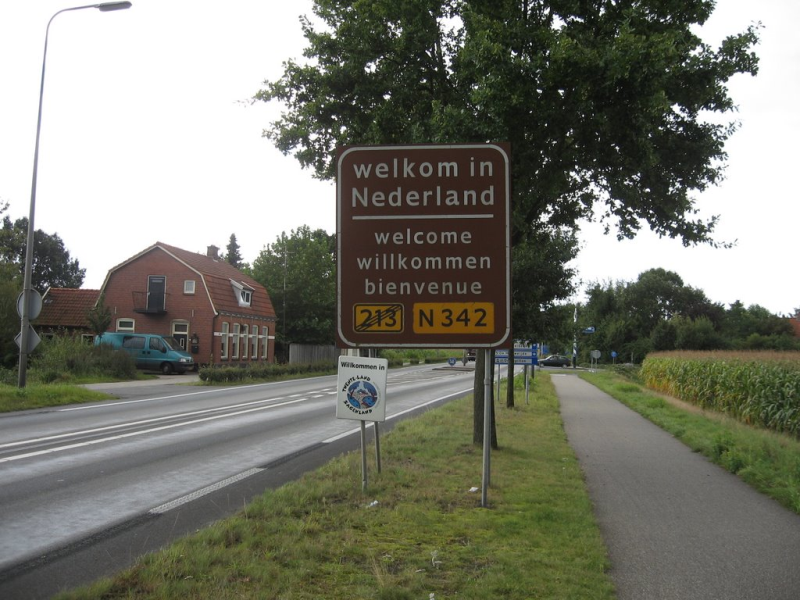
Welkomstbord aan de N342 ter hoogte van de grensovergang bij Noord Deurningen.

N23 · N34 · N224 · N225 · N229 · N233 · N271 · N301 · N302 · N303 · N304 · N305 · N306 · N307 · N308 · N309 · N310 · N311 · N312 · N313 · N314 · N315 · N316 · N317 · N318 · N319 · N320 · N322 · N323 · N324 · N325/A325 · N326/A326 · N327 · N329 · N330 · N331 · N332 · N333 · N334 · N335 · N336 · N337 · N338 · N339 · N340 · N341 · N342 · N343 · N344 · N345 · N346 · N347 · N348/A348 · N349 · N350 · N351 · N352 · N375 · N377

N418 · N701 · N702 · N703 · N704 · N705 · N706 · N707 · N708 · N709 · N710 · N711 · N712 · N713 · N714 · N715 · N716 · N717 · N718 · N719 · N720 · N727 · N731 · N732 · N733 · N734 · N735 · N736 · N737 · N738 · N739 · N740 · N741 · N742 · N743 · N744 · N745 · N746 · N747 · N748 · N749 · N750 · N751 · N752 · N753 · N754 · N755 · N756 · N757 · N758 · N759 · N760 · N761 · N762 · N763 · N764 · N765 · N766 · N768 · N781 · N782 · N783 · N784 · N785 · N786 · N787 · N788 · N789 · N790 · N791 · N792 · N793 · N794 · N795 · N796 · N797 · N798 · N800 · N801 · N802 · N803 · N804 · N805 · N806 · N810 · N811 · N812 · N813 · N814 · N815 · N816 · N817 · N818 · N819 · N820 · N821 · N822 · N823 · N824 · N825 · N826 · N827 · N830 · N831 · N832 · N833 · N834 · N835 · N836 · N837 · N838 · N839 · N840 · N841 · N842 · N843 · N844 · N845 · N846 · N847 · N848 · N852 · N855

Cursief vermelde wegen zijn voormalige provinciale wegen.